# InterPlane Skyboy
Der InterPlane Skyboy ist ein zweisitziges (nebeneinander angeordnet), einmotoriges Hochdecker-Ultraleichtflugzeug mit Schubkonfiguration, das als fertiges Flugzeug von InterPlane Aircraft in Zbraslavice in Tschechien hergestellt wurde.

## Design und Entwicklung

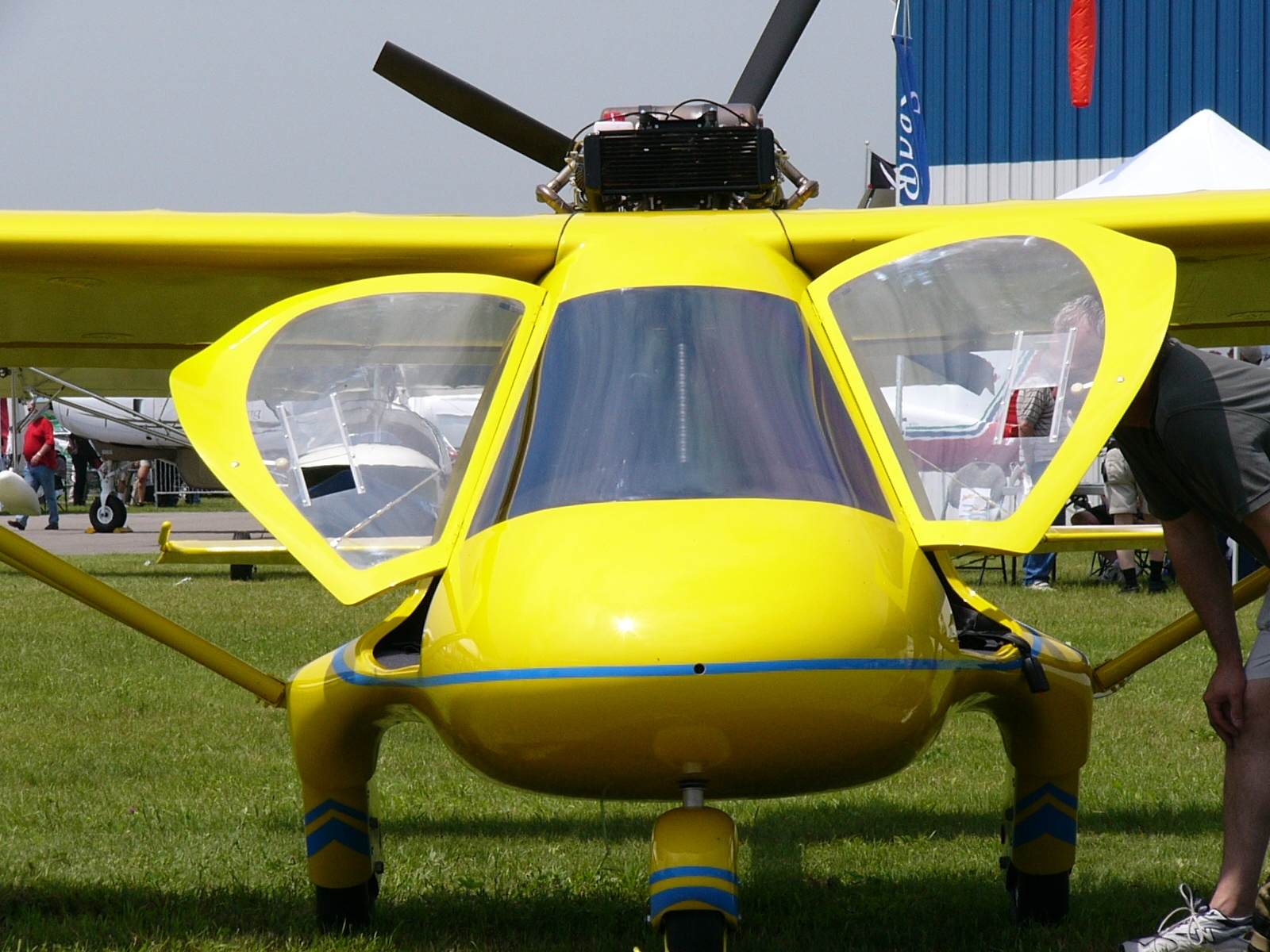
Interplane Skyboy – Vorderansicht mit Hauptfahrwerk

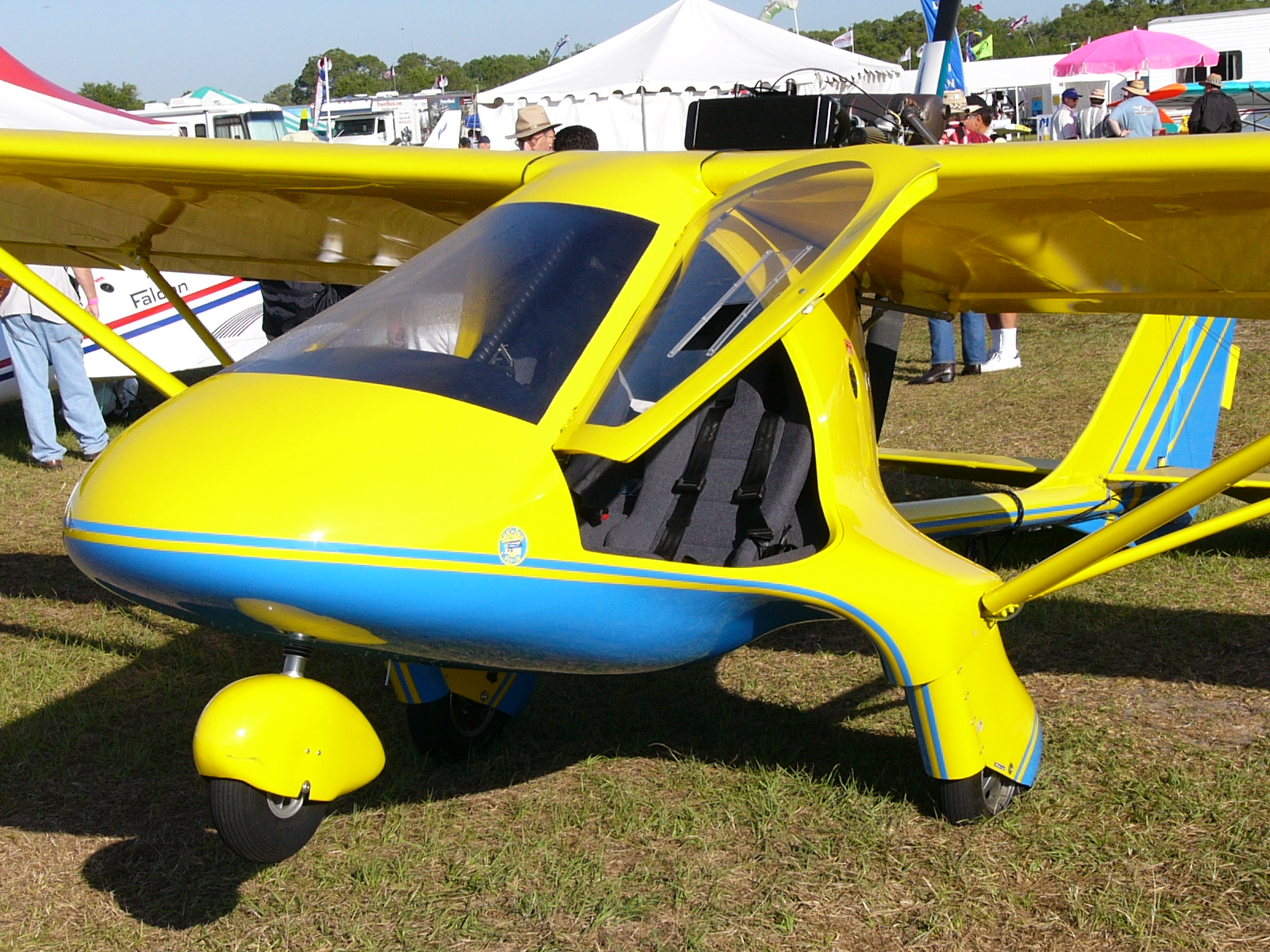
Interplane Skyboy – Türen und Innenräume

Der Skyboy wurde 1992 speziell für den deutschen Markt als Schulflugzeug konzipiert.
Die Flügel bestehen aus Aluminium-Strangpressprofilen für die Holme und Flügelrippen und sind mit dotiertem Flugzeugstoff bedeckt. Die Vorderkanten der Flügel sind mit Stoff bedeckt, um die Steifigkeit zu erhöhen. Die Flügel werden von „V“-Streben getragen. Der Rumpf ist auf einem Hauptrohr aus Aluminium aufgebaut, das vom Heck bis zu den Seitenruderpedalen verläuft. Die Tragflächen und horizontalen Leitwerksflächen können zum Trailern oder Lagern eingeklappt werden. Die Kabine besteht aus zwei Glasfaserschalen, die miteinander verbunden sind. Die Rückseite der Kabine ist mit Flugzeugstoff bezogen. Die optionalen Kabinentüren öffnen nach oben.
Die Steuerung erfolgt konventionell dreiachsig. Der Steuerknüppel ist ein zentral montierter „Y“-Knüppel zwischen den beiden Sitzen, der von beiden Sitzen aus verwendet werden kann.
Der Skyboy hat ein charakteristisches Hauptfahrwerk, bestehend aus einem nachlaufenden Zwischenlenker mit einer Aufhängung, welche aus einer Schraubenfeder besteht, die über einem Stoßdämpfer montiert ist. Das Unternehmen beschreibt das Hauptfahrwerk folgendermaßen: „Eines der besten Fahrwerke auf dem Markt (lässt schlechte Landungen gut aussehen)“.
Zu den verfügbaren Motoren gehören der Rotax 582 mit 64 PS (48 kW), der Rotax 912 mit 80 PS (60 kW), der Rotax 912S mit 100 PS (75 kW) und der Jabiru 2200 mit 85 PS (63 kW). Der Rotax 503 mit 50 PS (37 kW) war zu Beginn der Produktion verfügbar, bot aber keine ausreichende Leistung.
Der Skyboy war nie als Bausatzflugzeug erhältlich, sondern nur als fabrikfertiges, flugfertiges Produkt. Das Arbeitslohnniveau in Tschechien hat dazu geführt, dass der Preis im Allgemeinen dem Kauf von nicht zusammengebauten Bausätzen für nordamerikanische Käufer ähnelt. Im Jahr 2008 wurde das fertige Skyboy-Basismodell für etwa 60.000 US-Dollar verkauft.

## Nutzung
Abgesehen von seiner Rolle als Flugtrainings- und Freizeitflugzeug wurde der Skyboy in Südafrika für Überwachungsaufgaben, in Australien für professionelle Luftaufnahmen und in Mexiko für touristische Rundflüge eingesetzt.

## Varianten
- Skyboy UL
- Skyboy S
- Skyboy ZK

## Technische Daten
| Kenngröße                                           | Daten            |
| --------------------------------------------------- | ---------------- |
| Besatzung                                           | 1                |
| Passagiere                                          | 1                |
| Länge                                               | 6,1 m            |
| Spannweite                                          | 10,36 m          |
| Höhe                                                |                  |
| Flügelfläche                                        | 15,2 m²          |
| Flügelstreckung                                     |                  |
| Kabinenbreite                                       |                  |
| Leermasse                                           | 222,2 kg         |
| max. Startmasse (MTOW)                              |                  |
| Tankkapazität                                       | 37,8 L           |
| Antrieb                                             | Rotax 582, 64 PS |
| Steigleistung                                       | 3,3 m/s          |
| Mindestgeschwindigkeit VS0                          | 65 km/h          |
| Manövergeschwindigkeit VA                           | 110 km/h         |
| Höchstgeschwindigkeit mit ausgefahrenen Klappen VFe |                  |
| Höchstgeschwindigkeit VNE                           | 206 km/h         |
| Reichweite                                          | 322 km           |